# ميرامار (رواية)
ميرامار هي رواية من تأليف الكاتب نجيب محفوظ، الحاصل علي جائزة نوبل للأدب. صدرت الرواية عام 1967 وترجمت إلى الإنجليزية عام 1978.صدرت عن دار بلداي للنشر

## ملخص القصة
تدور أحداث الرواية في الستينيات بالإسكندرية في بنسيون ميرامار. تتبع الرواية تفاعلات المقيمين في البنسيون. تفاعلات جميع السكان تتمحور حول الخادمة زهرة، وهي فتاة فلاحة جميلة من محافظة البحيرة تخلت عن حياتها في قريتها.
تحارب كل شخصية من أجل زهرة، تنشأ التوترات والغيرة. يتم إعادة سرد القصة أربع مرات من منظور مقيم مختلف في كل مرة، مما يسمح للقارئ بفهم تعقيدات الحياة المصرية في فترة ما بعد الثورة.

## الشخصيات
- زهرة: الشخصية المحورية والفتاة الريفية التي هربت من أسرتها، لأن أهلها أرادوا تزويجها من رجل عجوز لأجل ماله، حيث تأتي المصادفة بها إلى البنسيون لتخدم مجموعة من الرجال ينتمون إلى جيلين مختلفين ومشارب سياسية واجتماعية مختلفة.
- عامر وجدي: الصحافي الثمانيني المتقاعد الذي عاش أمجاد الصحافة الوطنية وثورة الـ 19 بقيادة سعد زغلول، وقصد الإسكندرية الآن باعتبارها مسقط رأسه ولا عائلة لديه ولا أقرباء، لجأ إلى البنسيون بعد عشرين عاماً من إقامته الأخيرة فيه، فأجواء البنسيون شبه عائلية فضلاً عن صداقته القديمة لماريانا وبإمكانهما استعادة الذكريات المشتركة.
- طلبة مرزوق: ملاّك موضوع تحت الحراسة باعتباره أحد عتاة الملكية، وقد صادرت الثورة أمواله ووزعتها على الفلاحين.
- حسني علاّم: أحد أعيان الريف لديه مئة فدّان من الأرض ويخاف أن تصادرها الثورة كما فعلت مع طلبة مرزوق، وهو شاب ساخر عابث وماجن لا تستهويه الثورة، وسيبدو على الدوام حائراً وقلقاً، بين أن يتقدّم خطوة إلى الأمام عبر مشروع اقتصاديّ جاء الإسكندرية لأجله، أو يبقى منسياً في البنسيون مع ماريانا وزمانها باحثاً عن متعته الخاصة.
- سرحان البحيري: شاب الجامعي والذي يمكن اعتباره شخصية رئيسة تعيش مأزقها التاريخي، فهو من جهة ريفي فقير لا يمتلك سوى أربعة فدادين تعيل أسرته، وكان أيّام الدراسة ينتمي إلى حزب الوفد، لكنه الآن انعطف نحو الثورة والتحق في تنظيم الاتحاد الاشتراكي باحثاً عمّا ينقصه من وجاهة اجتماعية، ومن مال يعزز هذه الوجاهة.
- منصور باهي: شاب إعلامي، فهو كما يبدو ينتمي لتنظيم ثوري ماركسي معاد للثورة، ويقف في ذات المفصل التاريخي لشخصيتي حسني علاّم وسرحان البحيري في حيرة كبيرة من أمره.[4]

## الرمزية
كما هو الحال مع العديد من روايات نجيب محفوظ، تزخر ميرامار بالرمزية. تم اقتراح شخصية زهرة لترمز إلى المثالية الحديثة المصرية. حيث إنها تعمل بجد وصادقة ولكنها غير متعلمة، وتجذبها باستمرار قوى مختلفة.

## أسلوب الرواية
رواية ميرامار لنجيب محفوظ تنتمي إلى مرحلة الواقعية الرمزية، وتتناول التحولات الاجتماعية والسياسية في مصر بعد ثورة 1952 من خلال سرد الأحداث في بنسيون بمدينة الإسكندرية تديره سيدة يونانية تُدعى ماريانا. تُروى الرواية عبر أربع شخصيات مختلفة، مما يتيح عرض وجهات نظر متعددة حول الثورة وصراعات الهوية والانتماء، وتتمحور حول شخصية "زهرة"، الفتاة الريفية التي تهرب من تزويج قسري لتجد نفسها ضحية لأطماع شخصيات تمثل تيارات فكرية متباينة، منها الإقطاعي والاشتراكي والشيوعي والليبرالي. يُوظف محفوظ الرمزية في تصوير الشخصيات والأماكن، ويُقدم نقدًا اجتماعيًّا ضمن سرد متداخل يغلب عليه الحوار الداخلي والاسترجاع الزمني، ليعكس حالة من التشتت والقلق في مرحلة انتقالية من تاريخ مصر المعاصر.

## أقتباسات
"البعض يضيقون بالثورة، ولكن أي نظام يمكن أن يحل محلها؟ فكر قليلاً أو كثيراً فلن تجده خارجاً عن واحد من اثنين، فإما الشيوعية وإما الإخوان، فأيهما تفضل على الثورة؟"
"أن تؤمن وأن تعمل فهذا هو المثل الأعلى، ألا تؤمن فذاك طريق آخر اسمه الضياع، أن تؤمن وتعجز عن العمل فهذا هو الجحيم."
"الخلافات الحزبية التي قوقعتني في حياد بارد لا معنى له."
"اقتنعت بأن الإنسان رغم ابتكاراته وانتصاراته ما زال غارقًا حتى أذنيه في الحماقة والسخف."
"ولا تصدق ما يقال عن العدالة والاشتراكية، المسألة تتلخص في كلمة واحدة: القوة."
"إنها لا تعرف إلا الصدق، وتعامل الجميع بصفاء، ولكن هذا الصفاء هو الذي يثير شهوتهم للتملك." هذا الاقتباس يكشف كيف أن براءة زهرة تُغري الآخرين بمحاولة السيطرة عليها، مما يجعلها ضحية لبيئة تنافسية لا ترحم.
"هربتُ منهم لأنهم أرادوا دفني حيّة في بيت رجلٍ عجوز." يعكس هذا القول بوضوح تمرد زهرة على الأعراف البطريركية المفروضة عليها.

"كلهم يبدون طيبين، لكنهم حين يرونني ينسون كل شيء ويتحولون إلى ذئاب." يكشف هذا الاقتباس إدراك زهرة لحقيقة العلاقات المحيطة بها، وكيف أصبحت هدفًا للطمع لا للرعاية.

## المرأة في الرواية
تُجسّد رواية ميرامار لنجيب محفوظ صورة المرأة من خلال شخصية "زهرة"، الفتاة الريفية التي تهرب من قريتها رفضًا للزواج القسري، لتعمل خادمة في بنسيون تديره سيدة يونانية تُدعى ماريانا. تمثل زهرة نموذجًا للمرأة المستقلة والمتمردة على الأعراف الاجتماعية، وتواجه محاولات الاستغلال من شخصيات تمثل تيارات فكرية مختلفة، مما يجعلها محورًا للصراع في الرواية. كما تظهر شخصية "علية"، المدرّسة، بوصفها نموذجًا نسويًّا مثقفًا يدعم زهرة في سعيها للتعلم والتحرر. تُبرز الرواية التناقض بين النساء اللواتي يسعين إلى التغيير والتمكين، وبين أخريات يعشن في ظل الماضي أو يتواطأن مع النظام الأبوي، مما يعكس رؤية محفوظ للمرأة كعنصر فاعل في التحولات الاجتماعية والسياسية في مصر ما بعد الثورة.